# Belgrano C

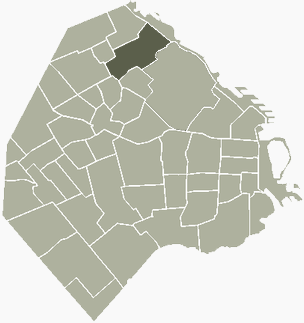
Plano de situación del barrio de Belgrano.

El barrio de Belgrano C, comprende un sector del barrio de Belgrano de la Ciudad de Buenos Aires, Argentina y no es oficialmente reconocido como uno de los 48 barrios porteños. 
Es junto con Bajo Belgrano, Belgrano R, Barrio Chino y Barrio River uno de los 5 "sub barrios" o "barrios no oficiales" del barrio de Belgrano. La "C" significa "Central", en oposición a la "R" que se designó así para diferenciarlo de la otra estación del ferrocarril, con destino a "Rosario", contrariamente a la (equivocada) creencia popular de que significa "Residencial".

## Ubicación del barrio
Belgrano "C" se encuentra dentro del Barrio de Belgrano, en el entorno de la Estación Belgrano C. Aunque su área de influencia no es muy precisa, suele establecerse que sus límites son la Avenida Cabildo, la calle Zabala, la Avenida del Libertador y la Avenida Congreso. Por lo tanto, puede considerarse que Belgrano "C" incluye íntegramente al Barrio Chino y parte del área denominada Bajo Belgrano: la franja comprendida entre las vías del Ferrocarril Mitre y la Avenida del Libertador.

## Historia

### Origen

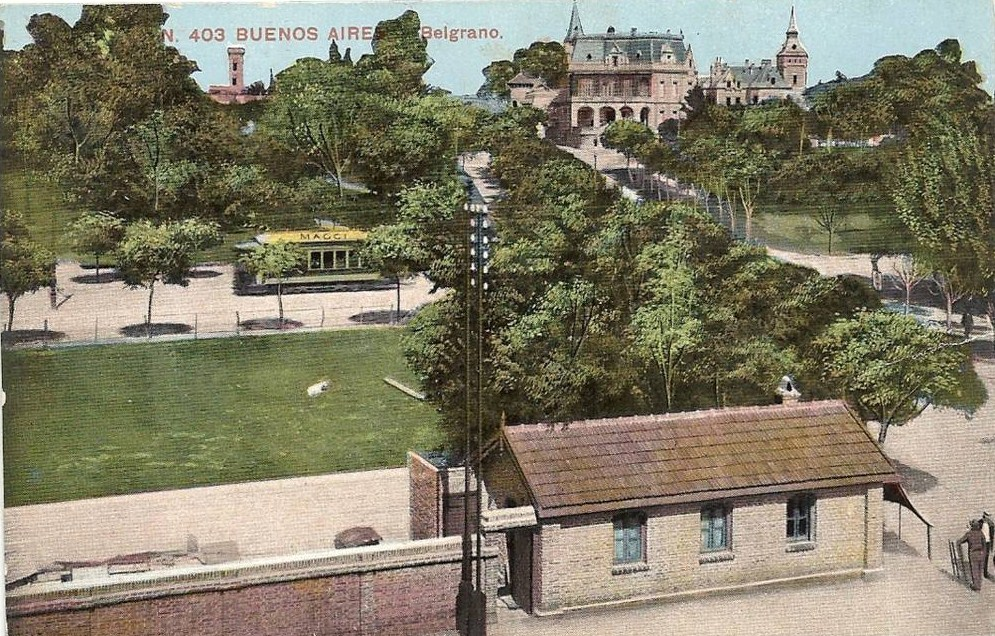
Barrancas de Belgrano desde la estación Belgrano C. (ca. 1900)

El pueblo de Belgrano se crea en 1855,como punto intermedio entre la ciudad de Buenos Aires (hoy el "Macrocentro" porteño) y el pueblo de San Isidro, sobre terrenos confiscados al exgobernador Juan Manuel de Rosas que por aquel entonces se encontraban dentro del Partido de Flores, el cual aún era autónomo del de Buenos Aires. En esta zona, la estancia de Rosas abarcaba toda la costa del río, hasta el predio del Tiro Federal Argentino y hacia el oeste limitaba con la Avenida Melian, abarcando también lo que actualmente se conoce como las Barrancas de Belgrano. 
El nuevo pueblo tiene como límites las calles 11 de Septiembre (Este), La Pampa (Sur), Cramer (Oeste) y Monroe (Norte). Por lo tanto, este sub-barrio de Belgrano "C" constituye gran parte de lo que fue el área céntrica del antiguo pueblo de Belgrano, más precisamente el "Sector Este" de su casco histórico.
Sin dudas, lo que marco un punto de inflexión, no solo para este barrio, sino para toda la costa norte del Río de la Plata, fue la construcción, a fines de 1862, del Ferrocarril del Norte de Buenos Aires. Los trabajos de esta línea se iniciaron en Retiro y a los pocos días, el 7 de diciembre de ese mismo año, se inauguró el tramo Retiro-Valentín Alsina (hoy Belgrano “C”). En las inmediaciones de la Plaza de Mayo esta empresa construyó un tranvía a caballos complementario del ferrocarril para atraer a más pasajeros. Los trabajos de extensión continuaron hasta el pueblo de Tigre, cuya estación se inauguró en febrero de 1865. Así, los pasajeros procedentes del litoral por medio de vapores que recorrían los ríos Paraná y Capitán (actual río Sarmiento), ahora podían trasbordar en el Tigre con el ferrocarril, ahorrándose así 4 o 5 horas de navegación.

### Surgimiento del "Bajo Belgrano"

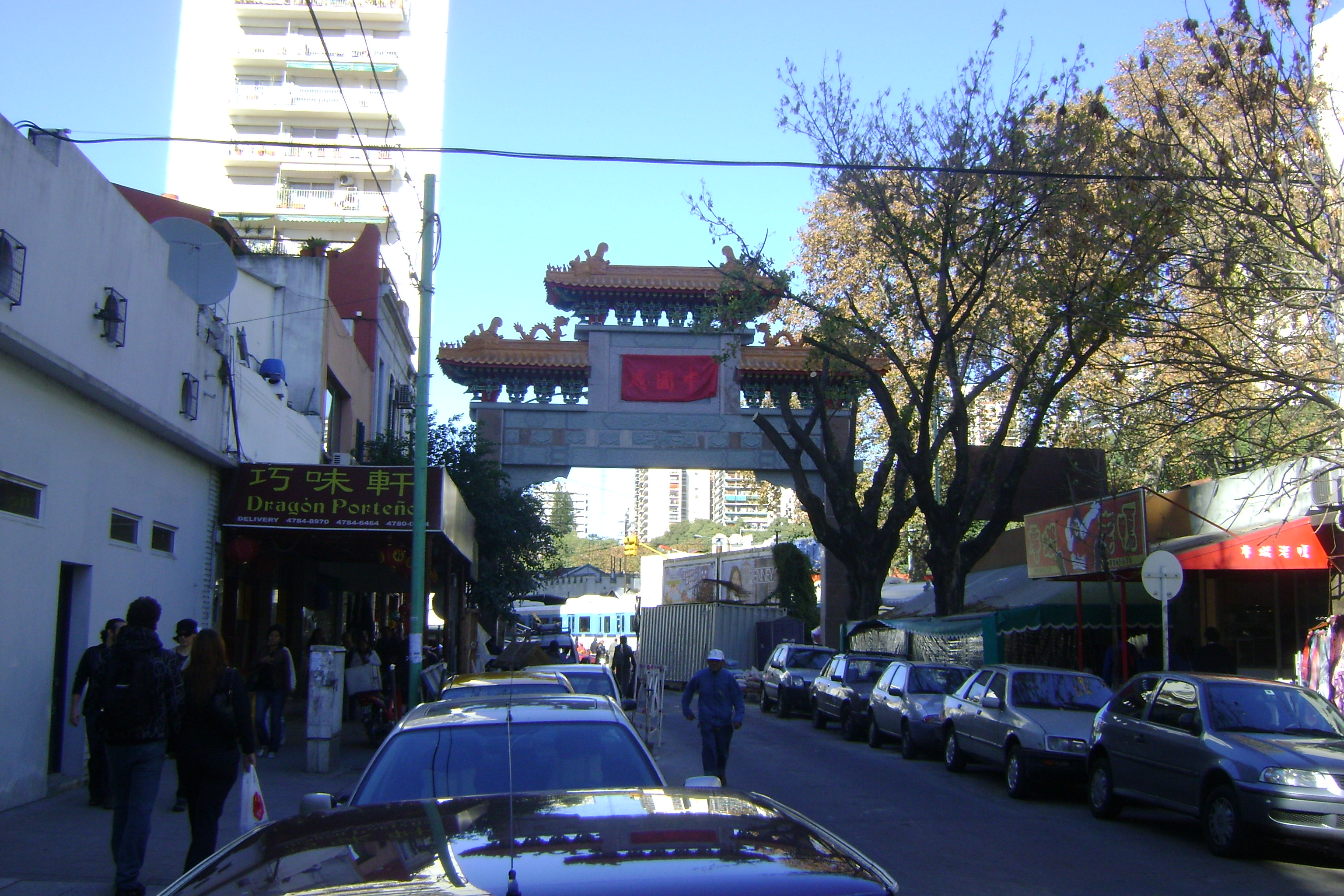
Entrada al Barrio Chino, en Juramento y Arribeños.

La creación de la estación Valentín Alsina, permitió el poblamiento de la zona baja de Belgrano, que hasta entonces era un área pantanosa, cubierta de juncos. Sin embargo, la brecha social entre la parte Alta y la Baja era evidente: la zona alta estaba habitada por familias aristocráticas, que ocupaban grandes casonas, mientras que la zona baja era poblada por familias humildes cuyas viviendas eran mayormente improvisadas. Mientras los hombres del pueblo de Belgrano se dedicaban a la política y a los grandes negocios de la época, los hombres "Del Bajo" eran simples pescadores y junqueros, cuyas mujeres realizaban tareas domésticas para las familias "Del Alto".
Uno de los grandes hitos del Bajo Belgrano fue la inauguración, el 14 de agosto de 1887, del Hipódromo Nacional (hoy Barrio River). Sin embargo, para llegar hasta allí, los aficionados debían atravesar una zona pantanosa y escasamente poblada, por lo que se estableció una pequeña línea de tranvía conocida como el "Expreso Hipódromo", que iba desde Pampa y la vía (Ferrocarril Mitre) hasta la esquina de Iberá y Blandengues (hoy Avenida del Libertador).
Como el pasaje del tranvía incluía la ida y el regreso, los burreros que perdían su dinero apostando en las carreras de caballos, al menos podían volver gratuitamente hasta las Barrancas de Belgrano. De allí nacería la expresión popular "me quedé en Pampa y la vía", para referirse a un quebranto económico.
Mientras tanto, con el correr de los años la zona "del Bajo" se fue poblando y consolidando. La población del barrio también fue cambiando con el paso del tiempo: los pescadores y junqueros originales, fueron paulatinamente desplazados por obreros y empleados españoles e italianos de clase media. Fue cambiando también la fisonomía del barrio gracias a los rellenados de tierra ganados al Río de la Plata, y se fueron instalando viviendas y clubes, como el Club Atlético Excursionistas (1911). En los años ´40 llegarían varias familias provincianas y de países limítrofes que conformarían la popular Villa del Bajo Belgrano (erradicada en los años ´70) y, hacia fines del siglo XX, se iniciaría una gran afluencia de inmigrantes taiwaneses, cuya instalación derivaría en una gran concentración de restaurantes, comercios y supermercados asiáticos con epicentro en la intersección de las calles Mendoza y Arribeños: surgía el "Barrio Chino" de Belgrano, aunque hubiese sido más apropiado llamarlo el "Barrio Oriental", teniendo en cuenta la variada nacionalidad de los comerciantes.

### La Renovación Urbana

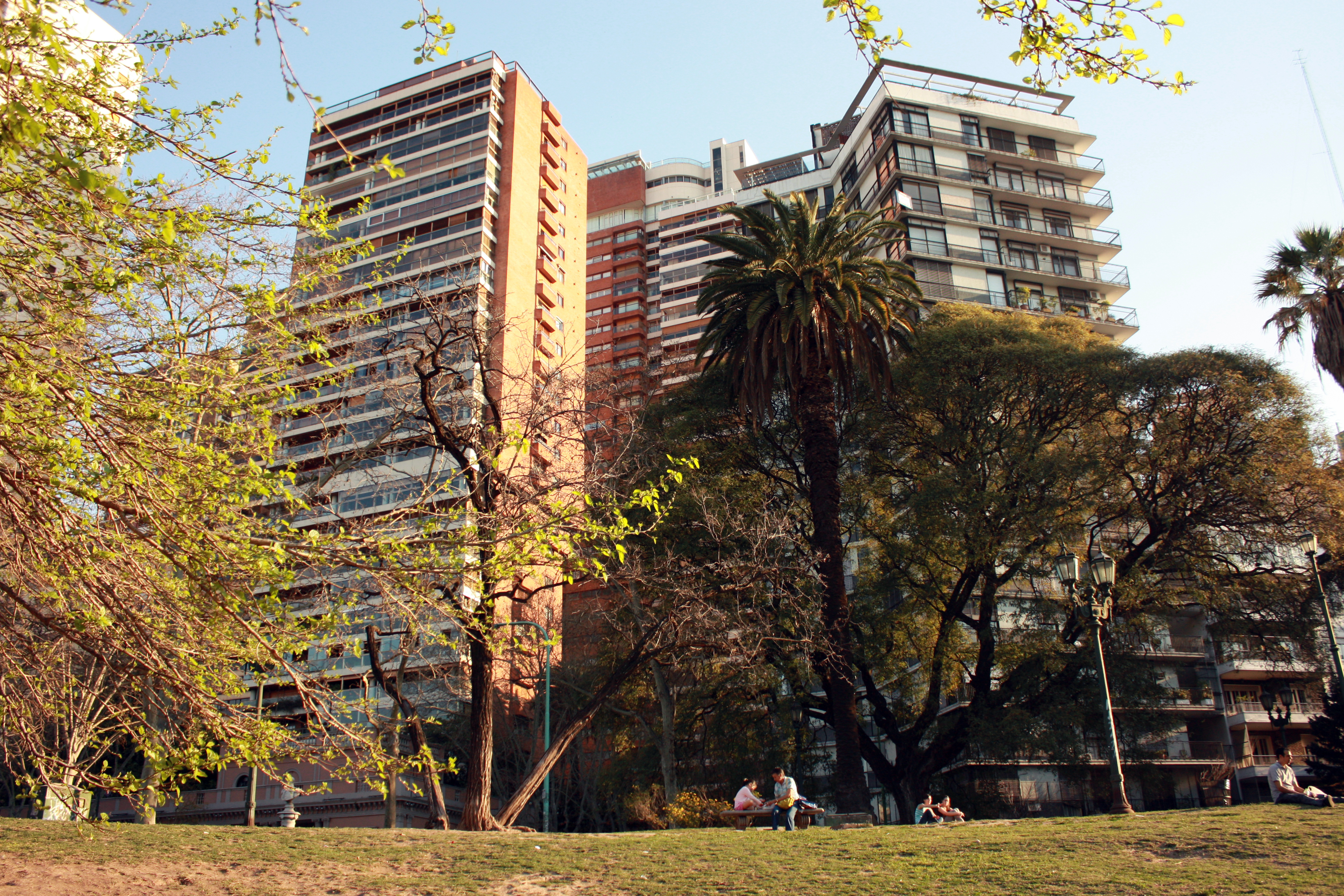
Torres de vivienda frente a las Barrancas de Belgrano.

Desde 1880 hasta comienzos del siglo XX el antiguo casco histórico de Belgrano se caracterizó por poseer grandes casonas de estilo europeo, sin embargo, ya hacia 1934 comienzan a edificarse los primeros edificios de renta, entre los cuales se destacan tres de los arquitectos Biraben y Lacalle Alonso que son ejemplos notables del movimiento moderno en la Argentina.
La aprobación de la Ley de Propiedad Horizontal (N.º 13.512/48) permitió la división de los edificios en departamentos de propiedad exclusiva (prohibida por el Código Civil de 1869). Este cambio en la normativa abrió las puertas a un mercado hasta entonces vedado: la construcción de departamentos económicos para su posterior venta. La altura de los edificios aumento considerablemente, así como también la cantidad de unidades por piso, en muchos casos con pésimas condiciones de iluminación y ventilación. Numerosas casas y casonas tradicionales de estilo europeo fueron demolidas en toda la Capital. 
La imperiosa necesidad de establecer algún orden derivó en la aprobación de un Código de Planeamiento Urbano en 1977 (intendencia de Osvaldo Cacciatore) que buscó unificar todas las normativas y proyectos que existían hasta entonces. La nueva normativa impuso los indicadores F.O.S. (Factor de Ocupación del Suelo) y F.O.T. (Factor de Ocupación Total), que introdujeron mayores restricciones al uso del suelo urbano, sobre todo para las tipologías tradicionales (edificios entre medianeras) fijando mayores fondos libres, menores alturas y normas específicas según la caracterización de la zona urbana. Sin embargo, el nuevo código buscó fomentar el englobamiento de lotes y la construcción de edificios de "perímetro libre", o sea torres exentas y para ello les otorgó diversos "premios" (mayores superficies edificables) contemplados al cumplirse ciertos requisitos. 
Así, a partir de la década de 1970 la tipología edilicia del barrio se caracterizó por las torres exentas de gran altura y pisos muy amplios y lujosos que rápidamente reemplazaron a las antiguas grandes residencias, algunas famosas como la llamada Casa del Ángel, o la que fuera residencia del presidente Nicolás Avellaneda, frente a la Plaza Belgrano. Esta tipología se hizo dominante en el borde superior de las Barrancas de Belgrano, donde la existencia de grandes lotes facilitó la transición hacia el nuevo paisaje urbano. Sin embargo aún se preservan algunas casas históricas, como la residencia de Valentín Alsina, hoy propiedad de la fundación de una entidad bancaria, o el actual Museo Larreta,
que fuera la casa del escritor y diplomático argentino Enrique Larreta , frente a la misma Plaza Belgano. También perdura, aunque actualmente sin ningún uso y clausurada, la casa del escritor Lucio V. Mansilla,  con frente en J. A. Golfarini, frente a las vías del Mitre y entrada habitual por 3 de febrero, 2370, entre Olazabal y B. Encalada

### Toponimia
Este sub-barrio lleva el nombre de la estación ferroviaria, que alguna vez perteneció al Ferrocarril Central Argentino, donde justamente la letra "C" hacía referencia a la palabra "Central". De esta forma se la podía distinguir fácilmente de la estación que se ubicaba al otro lado del pueblo (la Estación Belgrano R) y que pertenecía a otra empresa ferroviaria.
Con el paso del tiempo la gente olvidó cual era el significado de esas siglas y actualmente se cree que la letra "C" proviene de la palabra Comercial, o que hace alguna referencia al Centro de Belgrano, ya que justamente se trata de un área muy comercial.

## Transporte del barrio

### Estación de trenes "Belgrano C"
El barrio cuenta con la estación de Trenes Belgrano C perteneciente a la Línea Mitre.

### Estación de Trenes "Belgrano R"
El barrio también cuenta con la estación de Trenes Belgrano R, perteneciente a la Línea Mitre, se encuentra ubicado en la calle Echeverría, a dos cuadras de la Avenida Crámer. Esta última también perteneciente a la Línea Mitre.

### Colectivos
Es recorrido por un gran número de líneas de colectivos siendo el barrio un eje del transporte de la ciudad.
Algunas líneas de colectivos que circulan por Belgrano C como parte de su recorrido: 15 29 42 44 55 59 60 63 64 65 67 80 107 113 114 118 130 152 161 168 184

## Características del barrio
Cuenta con gran cantidad de comercios, sobre todo sobre la Avenida Juramento a la altura de las Barrancas de Belgrano y en las zonas cercanas a las vías del ferrocarril.
El barrio es también conocido como Barrancas de Belgrano, pues allí se emplaza este parque que ocupa tres manzanas y es uno de los pocos lugares de la ciudad en los que se conserva la topografía original de la barda del valle fluvial del Río de la Plata.
Frente a la plaza se destacan el Museo Sarmiento y la iglesia de la Inmaculada Concepción, de estilo bizantino, sede del obispo de Belgrano.
Otro edificio importante es el de la sinagoga Amijai.

## Citas y notas al pie
1. ↑  Los otros puntos remanentes son el Parque Lezama, Retiro, la manzana donde se alzaba la antigua penitenciría de la avenida Las Heras, y el corredor a lo largo de la avenida Luís María Campos, antiguamente denominado camino de Las Cañitas, donde se encuentra el Regimiento de Granaderos a Caballo, el Hospital Militar, el Colegio de las Esclavas, la Abadía de San Benito y la embajada alemana.

- Datos: Q4882670